# Bataille de Hafrsfjord
La bataille de Hafrsfjord est une bataille navale livrée dans le Hafrsfjord, en Norvège, le 18 juillet 872. 

## Contexte et description
Elle opposa les partisans du roi Harald à la Belle Chevelure (Haraldr hárfagri) à une alliance de chefs de clans de l'Ouest de la Norvège. À la suite de la victoire de Solskjel qui lui donna le contrôle du fjord de Trondheim, cette bataille lui donna le contrôle de la région de l'actuelle Stavanger. Ces campagnes eurent pour conséquence l'unification de la Norvège en un seul royaume, dont il occupa le trône sous le nom de Harald Ier.
À travers les sources qui la décrivent, cette bataille constitue l'un des témoignages les plus anciens de la présence au sein des armées scandinaves de la période viking, d'un type de soldat spécifique : le « guerrier fauve » ou berserkr.
La victoire et ses conséquences sur la recomposition de l'équilibre politique seraient à l'origine de migrations de certains clans norvégiens vers l'Islande.

## Sources et traces archéologiques

### Évocation de la bataille dans la littérature médiévale scandinave
La bataille est évoquée dans le poème scaldique, Haraldskvæði ce dernier constitue la source la plus contemporaine qui nous soit parvenue.
Elle est également décrite dans les sagas :
- Torbjørn Hornklove de Hornklofi ;
- Heimskringla de Snorri Sturluson.

### Recherches archéologiques
Les historiens et les archéologues cherchent depuis le début des années 2000 à améliorer leur connaissance de la bataille par une analyse de la zone du fjord où elle est censée s'être déroulée.
Le musée de Stavanger en association avec différents partenaires (musées, universités) a publié en 2015 un rapport constituant un premier état scientifique de la question dans le but de mesurer l'ampleur de cette bataille et de mieux connaitre son impact pour l'histoire nationale de la Norvège.
Depuis cette date, une association, Funn i Hafrsfjord s'est même constituée pour poursuivre l'étude du site.

## Postérité
Le monument « Les Épées sur les rochers », édifié pour commémorer cette bataille, a été inauguré par le roi Olav V en 1983, lors du 1111e anniversaire de la bataille. 